# Catherine Hervieu
Catherine Hervieu, née le 9 mai 1958 à Meknès au Maroc, est une femme politique française. Membre des Écologistes, elle est élue députée en juillet 2024 dans la 2e circonscription de Côte-d'Or.

## Biographie

### Jeunesse et carrière professionnelle
Catherine Hervieu nait au Maroc. Sa famille s'installe à Dijon lorsqu'elle est enfant.
Elle est enseignante puis psychologue.
Parallèlement à son engagement politique, elle est membre de plusieurs associations environnementales. Elle est notamment administratrice de France Nature Environnement en Côte-d'Or, présidente d'Atmo Bourgogne Franche-Comté de 2017 à 2023 puis présidente de la Fédération Atmo France, qui rassemble les associations agréées de surveillance de la qualité de l'air françaises.

### Engagement politique local
Catherine Hervieu s'engage en politique en 1992 en rejoignant Les Verts. En 1997, elle se présente à sa première élection, après la dissolution de l'Assemblée nationale par Jacques Chirac. Elle est en effet candidate suppléante lors de ces élections législatives.
En 2001, elle est élue conseillère municipale de Dijon sur la liste de la gauche plurielle de François Rebsamen. Elle est réélue en 2008 et 2014[réf. nécessaire]. Elle devient vice-présidente de Dijon Métropole chargée de l'environnement. Parallèlement à ses mandats, elle préside la Fédération des élus verts et écologistes (Feve).
À l'approche des élections municipales de 2020, alors que Catherine Hervieu est présidente du groupe EELV au conseil municipal, les écologistes dijonnais choisissent à l'unanimité de mener une liste autonome de François Rebsamen. Les militants choisissent Stéphanie Modde plutôt que Catherine Hervieu pour conduire cette liste, qui se maintient au second tour contre la liste du maire. Elle devient conseillère municipale et métropolitaine d'opposition.
En 2021, elle est candidate aux élections départementales dans le canton de Dijon-3, qui comprend les quartiers des Grésilles, de Montmuzard et de Joffre-Pouilly-Toison d'Or, en binôme avec le socialiste sortant Hamid El Hassouni. Le duo rassemble 50,2 % des voix au premier tour, mais n'est pas élu en raison de l'abstention. Au deuxième tour, Catherine Hervieu et Hamid El Hassouni sont élus conseillers départementaux avec 53,8 % des suffrages face à un binôme centriste.
Catherine Hervieu se présente à plusieurs reprises à l'Assemblée nationale dans la 2e circonscription de la Côte-d'Or, une circonscription acquise à la droite de 1988 à 2022. Elle est d'abord suppléante en 1997 puis candidate des Verts en 2002, 2007, 2012 et  2017. Pour les élections législatives de 2022, alors que le député sortant LR Rémi Delatte ne se représente pas, elle reçoit l'investiture de la Nouvelle Union populaire écologique et sociale. Elle arrive en tête du premier tour, devançant de deux points le candidat Ensemble Benoît Bordat, adjoint au maire de Dijon et conseiller départemental. Elle est battue au second tour par Benoît Bordat, qui réunit 51,7 % des voix et bénéficie notamment des reports de voix de la droite.

### Députée
Catherine Hervieu repart en campagne lors élections législatives anticipées de 2024, investie par le Nouveau Front populaire. Au premier tour, elle rassemble 27,67 % des suffrages, derrière Tatiana Guyénot du Rassemblement national (34,64 %) mais devant le député sortant (24,65 %). Benoît Bordat annonce d'abord se maintenir puis se désiste « pour battre le Rassemblement National ». Au second tour, Catherine Hervieu est élue députée avec 53,63 % face à la candidate RN.

## Détail des fonctions et mandats

### Mandats électifs
- Depuis le 7 juillet 2024 : députée de la 2e circonscription de la Côte-d'Or

## Synthèse des résultats électoraux

### Élections départementales
| Année | Parti | Parti    | Circonscription | 1er tour | 1er tour | 1er tour | 2d tour | 2d tour | 2d tour |
| Année | Parti | Parti    | Circonscription | Voix     | %        | Rang     | Voix    | %       | Issue   |
| ----- | ----- | -------- | --------------- | -------- | -------- | -------- | ------- | ------- | ------- |
| 2021  |       | DVG-EELV | Dijon-3         | 1 918    | 50,25    | 1er      | 2 129   | 53,83   | Élue    |

### Élections législatives
| Année | Parti | Parti     | Circonscription    | 1er tour | 1er tour | 1er tour | 2d tour                | 2d tour                | 2d tour                |
| Année | Parti | Parti     | Circonscription    | Voix     | %        | Rang     | Voix                   | %                      | Issue                  |
| ----- | ----- | --------- | ------------------ | -------- | -------- | -------- | ---------------------- | ---------------------- | ---------------------- |
| 2002  |       | Les Verts | 2e de la Côte-d'Or | 1 033    | 2,70     | 4e       | Battue au premier tour | Battue au premier tour | Battue au premier tour |
| 2007  |       | Les Verts | 2e de la Côte-d'Or | 1 379    | 3,55     | 5e       | Battue au premier tour | Battue au premier tour | Battue au premier tour |
| 2012  |       | EELV      | 2e de la Côte-d'Or | 1 324    | 3,33     | 5e       | Battue au premier tour | Battue au premier tour | Battue au premier tour |
| 2017  |       | EELV      | 2e de la Côte-d'Or | 1 518    | 4,36     | 6e       | Battue au premier tour | Battue au premier tour | Battue au premier tour |
| 2022  |       | NUPES-ECO | 2e de la Côte-d'Or | 10 115   | 29,26    | 1re      | 14 684                 | 48,31                  | Battue                 |
| 2024  |       | NFP-EELV  | 2e de la Côte-d'Or | 13 723   | 27,67    | 2e       | 24 496                 | 53,63                  | Élue                   |